# Czarny Kocioł
Czarny Kocioł (ang. Black Kettle, szejeń. Moke-tav-a-to, Mo'ôhtavetoo'o według obecnej ortografii, Motavato; ur. ok. 1803, zm. 27 listopada 1868) – wódz Szejenów Południowych po 1854; bezskutecznie próbował powstrzymać ekspansję USA na terytoria indiańskie w Kansas i Kolorado oraz ochronić swoje plemię przed wyniszczeniem.
Znany z tego, że dążył do pokojowego ułożenia stosunków z białymi, m.in. był sygnatariuszem traktatów indiańskich: w Fort Wise (1861), znad Małej Arkansas (ang. Little Arkansas) w 1865 i układu znad Potoku Tajemniczego Szałasu (ang. Medicine Lodge Creek) w 1867. Przeżył masakrę nad Sand Creek w 1864. Zginął wraz z żoną w czasie ataku 7 Pułku Kawalerii US Army na pokojowy obóz Szejenów nad Washita River.
Jego postać, odtwarzana przez Nicka Ramusa, pojawia się w pierwszych trzech sezonach serialu Doktor Quinn.